# Seddiner See
Denna artikel handlar om kommunen Seddiner See i Brandenburg, Tyskland. För sjöarna med samma namn, se Grosser Seddiner See och Kleiner Seddiner See.
Seddiner See är en kommun i Tyskland, belägen i Landkreis Potsdam-Mittelmark i förbundslandet Brandenburg, omkring 15 km söder om Potsdam och 40 km sydväst om centrala Berlin. Kommunen bildades 6 december 1993 genom en sammanslagning av de tidigare kommunerna Kähnsdorf, Neuseddin och Seddin. Huvudort och största ort i kommunen är Neuseddin, med omkring 2 800 invånare. Övriga kommundelar utgörs av orterna Seddin, med omkring 1 130 invånare, och Kähnsdorf, med omkring 270 invånare.

## Befolkning
- Befolkningsutvecklingen i de nuvarande gränserna (Blå linje: Befolkning—Prickade linjen: Jämförelse med utvecklingen av Brandenburg—Grå bakgrund: Period av Nazi styre—Röd bakgrund: Period av kommunistiskt styre)
- Aktuella befolkningsutveckling (blå linjen) och prognoser (prickade linjen).

| År   | Invånare |
| ---- | -------- |
| 1875 | 438      |
| 1890 | 434      |
| 1910 | 589      |
| 1925 | 1 091    |
| 1933 | 1 470    |
| 1939 | 1 806    |
| 1946 | 2 712    |
| 1950 | 2 711    |
| 1964 | 2 692    |
| 1971 | 2 755    |

| År   | Invånare |
| ---- | -------- |
| 1981 | 3 747    |
| 1985 | 3 921    |
| 1989 | 4 193    |
| 1990 | 4 167    |
| 1991 | 4 128    |
| 1992 | 4 165    |
| 1993 | 4 189    |
| 1994 | 4 258    |
| 1995 | 4 268    |
| 1996 | 4 402    |

| År   | Invånare |
| ---- | -------- |
| 1997 | 4 421    |
| 1998 | 4 361    |
| 1999 | 4 374    |
| 2000 | 4 339    |
| 2001 | 4 286    |
| 2002 | 4 297    |
| 2003 | 4 217    |
| 2004 | 4 246    |
| 2005 | 4 279    |
| 2006 | 4 275    |

| År   | Invånare |
| ---- | -------- |
| 2007 | 4 251    |
| 2008 | 4 251    |
| 2009 | 4 226    |
| 2010 | 4 198    |
| 2011 | 3 959    |
| 2012 | 3 987    |
| 2013 | 3 991    |
| 2014 | 4 109    |
| 2015 | 4 349    |
| 2016 | 4 444    |

| År   | Invånare |
| ---- | -------- |
| 2017 | 4 606    |
| 2018 | 4 590    |
| 2019 | 4 551    |
| 2020 | 4 511    |

Detaljerade källor anges i Wikimedia Commons..

## Kommunikationer

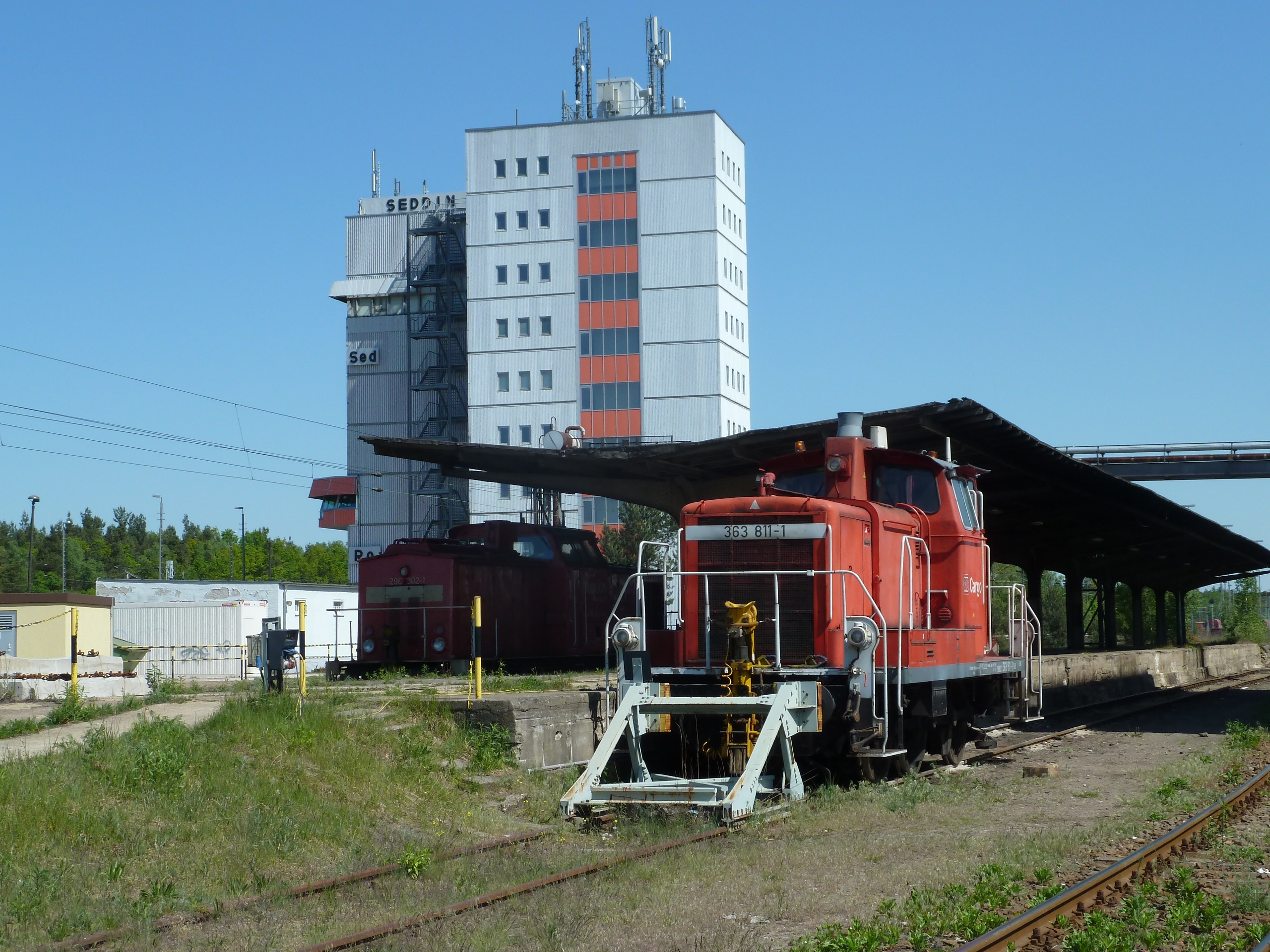
Seddins järnvägsstation med ställverk.

Genom kommunen passerar förbundsvägen Bundesstrasse 2 (Gartz (Oder) - Berlin - München - Mittenwald) och Berlins yttre ringmotorväg A10.
Järnvägsstationen Bahnhof Seddin, belägen i orten Neuseddin, har persontrafikförbindelse med regionalexpresståg i riktning mot Berlin och Dessau-Rosslau, samt med regionaltåg mot Potsdam och Michendorf. Stationen har även en av de viktigaste rangerbangårdarna i östra Tyskland.